# Stormtroopers of Death
S.O.D. (afkorting van Stormtroopers of Death) was een project van gitarist Scott Ian van Anthrax waarbij hardcore punk en thrashmetal werden samengebracht. Het album Speak English Or Die wordt door velen gezien als een van de eerste cross-overplaten.
De groep is het onderwerp geworden van controverse over de tekst van het debuut. Bassist Dan Lilker heeft echter duidelijk gemaakt dat de teksten niet serieus waren bedoeld, maar alleen om mensen “over de zeik te helpen”.

## Geschiedenis

### Eerste bezetting en debuutalbum
Scott Ian had zijn gitaarpartijen voor het Anthrax-album ‘Spreading The Disease’ ingespeeld en kreeg daardoor inspiratie om tekeningen van een zelfverzonnen personage genaamd Sargent D. te maken. Bij de plaatjes zette hij teksten als ‘Ik ben geen racist, ik haat iedereen evenveel dus rot op’ en ‘spreek Engels of sterf’. Ook schreef hij korte verhalen over het personage en van daaruit weer songteksten. Hij besloot daarop een project/band te vormen rond het concept en vroeg Anthrax-drummer Charlie Benante en ex-Anthrax-bassist Dan Lilker (later bekend van onder meer Nuclear Assault, Brutal Truth en Extra Hot Sauce) om medewerking. Anthrax-roadie Billy Milano werd zanger. Het viertal nam een demo op genaamd ‘The Crab Society North’, met daarop 63 nummers. Daarna begon de band te werken aan een album voor het label Megaforce Records. Het album werd in drie dagen tijd afgerond en verscheen onder de naam Speak English or Die (1985). De groep kreeg hierna optredens aangeboden in onder andere voorprogramma’s van The Plasmatics en Motörhead. Er werden plannen gemaakt voor een tweede album, dat ofwel ‘Aren’t You Hungry’ dan wel ‘USA For SOD’ zou gaan heten, maar deze plannen vonden uiteindelijk geen doorgang.
Na de optredens richtte bassist Lilker de groep Nuclear Assault op. Ian en Benante zetten de carrière van Anthrax voort. Milano richtte de groep M.O.D. op. Op het debuutalbum USA For M.O.D. van die band stonden veel titels en teksten die oorspronkelijk bedoeld waren voor het tweede S.O.D.-album en drie titels van de S.O.D.-demo Crab Society North.

### Tweede bezetting
In 1992 werd de groep kortstondig heropgericht en gaf een eenmalig optreden in New York. Dit optreden werd op zowel video als cd uitgebracht onder de naam Live at Budokan.

### Derde bezetting
In 1999 kwam de groep nogmaals bij elkaar. Ditmaal trad de band op op festivals, ook buiten de grenzen van de Verenigde Staten, en werd ook een nieuw album opgenomen, Bigger Than The Devil.
In 2001 verscheen de video-dvd Speak English or Live. Deze uitgave bestaat uit het Live At The Budokan-optreden en een optreden op een Duits festival. Ook werd het eerste album opnieuw uitgebracht, voorzien van twee nieuwe nummers. Tevens verscheen een nieuwe video genaamd Kill Yourself, The Movie.
In 2002 ontstond er onenigheid tussen aan de ene kant de twee Anthrax-leden en aan de andere kant Milano. Een en ander leidde ertoe dat de groep officieel werd ontbonden.
In 2007 kwamen ze korte tijd terug bij elkaar en namen een nieuw album op genaamd Rise of the Infidels.

### Na 2007
In oktober 2011 vroeg UnRatd Magazine aan Scott Ian of er nóg een reünie in het verschiet zat, maar hij gaf aan dat niet te willen.
In december 2012 richtten Billy Milano en Dan Lilker een nieuwe band op genaamd United Forces.
In juli 2015 meldde de website Horns Up Rocks dat S.O.D. een reünie wilde organiseren in verband met hun dertigjarig bestaan. Bassist Dan Lilker ontkende dit echter en claimde dat Billy Milano dit niet met de andere bandleden besproken had.
In 2017 richtte Dan Lilker S.O.D. op met een andere bezetting en andere naam: Not S.O.D. – Fist Banging Maniacs. De bezetting bestond naast Lilker uit de Braziliaanse muzikanten João Gordo, Cléber Orsioli and Guilherme Cersosimo.
In april 2020 plaatste Charlie Benante een video op YouTube waarin hij samen met Scott Ian en Dan Lilker S.O.D.-nummers zong. De video was bij hem thuis opgenomen omdat optreden niet mogelijk was door de coronapandemie.
In mei 2020 plaatsen Benante, Ian en Lilker, samen met Mike Patton een video op YouTube genaamd Speak Spanish or Die.

## Discografie
| Jaar | Titel                            |
| ---- | -------------------------------- |
| 1985 | The Crab Society North (demo)    |
| 1985 | Speak English or Die' (album)    |
| 1992 | Live at the Budokan (live-album) |
| 1999 | Seasoning the Obese (single)     |
| 1999 | Bigger than the Devil (album)    |
| 2007 | Rise of the Infidels (album)     |

## Trivia
- Het S.O.D.-nummer Aren't You Hungy werd in 1985 door Scott Ian geschreven voor een tweede album dat (aanvankelijk) niet werd opgenomen. Het intro van het nummer werd later door Ian hergebruikt voor het Anthrax-nummer Immitation Of Life van het album Among The Living uit 1987. Op het debuutalbum van de groep M.O.D. (eveneens uit 1987) staat het nummer Aren't You hungry in een herschreven versie zónder de gitaarpartijen die Ian voor Anthrax gebruikte. Uiteindelijk werd de oorspronkelijke versie in 1999 voor het het tweede album, Bigger Than The Devil, opgenomen.
- De hoes van Bigger Than The Devil is een verwijzing naar het Iron Maiden-album Number Of The Beast (1982).
- Veel fans van het eerste uur beschouwen het USA For MOD-album van M.O.D. als een waardiger én beter tweede S.O.D.-album dan het daadwerkelijke tweede studioalbum uit 1999.[bron?]